# Eustegasta carabidina
Eustegasta carabidina är en kackerlacksart som först beskrevs av Walker, F. 1868.  Eustegasta carabidina ingår i släktet Eustegasta och familjen jättekackerlackor. Inga underarter finns listade i Catalogue of Life.